# 纳斯普尔
纳斯普尔（Naspur），是印度安得拉邦Adilabad县的一个城镇。总人口14746（2001年）。

## 人口
该地2001年总人口14746人，其中男性7681人，女性7065人；0—6岁人口1827人，其中男945人，女882人；识字率57.57%，其中男性为65.85%，女性为48.58%。